# 板塊內地震

美國新馬德里地震帶自1974年以来的地震紀錄。在這個遠離板塊邊緣區發生的所有地震都是板塊內地震。

板塊內地震（英語：Intraplate Earthquakes），又稱為板內地震，指的是發生在地殼中板塊內部的地震。與板塊內地震相對的概念是板際地震，板際地震是發生在板塊邊界上的地震。
相較於板際地震，板內地震較為稀少。因此，當板內地震發生時，往往可以對那些缺乏地震準備的地區造成大規模災害。舉例來說，2001年的印度古吉拉特邦地震、2012年的蘇門達臘近海地震和2017年的墨西哥普埃布拉地震都是因為疏於準備而造成重大傷亡的板塊內地震。
板塊內地震不發生在板塊邊緣，而是通常產生在「穩定」的板塊內部。板塊內地震通常發生古斷層破裂面的位置，因為這種破裂面是一種地殼的「缺陷」，在地震發生的場合，它容易打滑，以容纳区域的構造應變。

## 大陸板塊內地震
在海洋板塊俯衝到大陸板塊下的末端，海洋板塊的推力在包括距離溝槽數百公里的部分的廣闊區域上延伸。 由於該力也出現在板塊的內部和地表上，因此可以在地表上發現地殼破裂面。這種破裂面就是斷層，有可能會引發地震。
對於因為周邊壓力所產生的板塊內斷層，岩盤上下錯動，使得山變的更高、谷變的更深（逆斷層）。此外，在大陸板塊的某些部分，由於火山活動，板塊中有岩漿上升的部分，會推動板塊。另外，在張力主導的場合， 由於上下放跑拉力的原因，也會造成山高谷深的現象（正斷層）。而另外，即使是被按壓的斷層、被拉的斷層，根據地點不同斷層也會水准偏移，岩盤有時不會上下移動（橫向斷層）。
這種地震稱為大陸板塊內地震。另外，雖然伊豆半島和新西蘭位於海洋板塊上，但在這些地方發生的內陸地殼的地震有時被視為這種類型的地震。 大陸板塊內地震也被稱為斷層型地震（日语：断層型地震） ，活斷層型地震（日语：活断層型地震）等。這種類型的地震在地表上容易出現斷層，所以斷層型地震、活斷層型地震等也被稱為斷層型地震，但是板塊之間、大陸板塊內、海洋板塊內地震都必須注意斷層運動而發生。內陸的斷層在都市正下方及周邊的情况也不少，也稱之為直下型地震（日语：直下型地震），但由於像關東大地震那樣，也有以陸地正下方為震源的海溝型地震。
地震的大小取決於活動斷層的大小，但許多斷層達到M6-7，大斷層達到M8。 就像海溝式地震一樣，長斷層分為幾個區域並分開運行。 據說在同一活動斷層上發生大地震每隔幾百到幾十萬年就會發生一次。 如果它直接發生在城市下方，它可能造成巨大的破壞，但是大震動所觸及的範圍僅限於比海溝式地震更窄的範圍。 如果是使用檢測到初期微動的原理，地震預警的速度上可能會有所不足。
1976年7月的唐山大地震（M7.8、死者24萬人、20世紀最大）、1995年1月的阪神大地震（M7.3、最大震度7、死者約6000人）、2000年10月的鳥取縣西部地震（M7.3、最大震度6）、2004年10月的新潟縣中越地震（M6.8、最大震度7）、2007年3月的能登半島地震（M6.9、最大震度6）。新型地震為2008年6月14日發生的岩手宮城內陸地震（M7.2、最大震度6强）、2010年1月的海地地震（Mw7.0、死者32萬人）等。2012年11月在福島縣海域相繼發生的M5級地震也屬於此類。
由於這種類型的地震經常造成巨大的破壞，因此自1980年以來，為了預測未來的地震，對日本各地的活動斷層進行了調查，並依次評估了危險的斷層。 在阪神大地震前發布的活動斷層圖上的其他主要斷層同時，有馬，高月和六甲斷裂帶顯示為“危險斷層”危險。 從那時起，這項調查一直在繼續。
另一方面，歐洲的中部和北部，美國的中部，澳大利亞等都伴隨著過去的造山運動，其中有活動的斷層仍然在移動。 這種斷層有時會導致最大的M4  -  5地震，在某些情況下，損害很少。 同樣在這些地區也存在像新馬德里斷層帶這樣的活動斷層，並且有時它經常活動。

## 海洋板塊內地震
地震也發生在進行俯衝運動的海洋板塊中。 這種類型的地震稱為海洋板塊地震或板塊內地震，或者海溝地震、板間地震。海洋板塊的地震大致分為以下兩種。 在“俯衝的海洋板塊”中，震中傾向於深，而在“從現在起將消退的海洋板塊”中，在許多情況下它將變得淺薄。

### 俯衝海洋板塊（板塊內）發生的地震
經過海溝，潜入大陸板塊下的海洋板塊，在沉入斗篷的途中破裂，在地下深部形成懸浮板塊，大幅度反彈破裂，引發地震。由於海洋板塊沉沒的部分——板塊中發生地震，所以被稱為板塊內地震。另外，因為震源很深，所以也被稱為深發地震。
一般來說，震源較深，因此儘管震源與震中距離較長的情况較多，但規模較大的受害者仍不能輕視。地震波的傳播速度因板塊的位置關係和地幔的深度等不同，所以在遠離震源的地方容易發生搖晃變大的异常震域也是其特徵。
以20世紀末以後的例子，1987年12月的千葉縣東方沖地震（M6.7，深度50 km，最大震度5），1992年2月的浦賀水道的地震（M5.7，深度92 km，最大震度5），1993年1月的釧路沖地震（M7.5，深度101 km，最大震度6）和2003年5月的宮城縣沖的地震（M7.1，深度72 km，最大震度6弱）這樣的受害事例。
除了在福島縣海域和茨城縣海域頻繁發生的地震以外，2001年3月的藝予地震，2015年5月30日小笠原群島西方沖地682 km發生的M8.1的地震也屬於此類型。

### 地震發生在海洋板塊（外部上升）俯衝
當陸地側板排斥時，發生板塊邊界地震，以消除海洋板滑入陸側的變形。大洋板塊側失真下沉現已經積累到（進一步近海比溝槽），存在其中潛艇上升的情況下（在所述外上升溝槽邊緣凸起帶）。該失真不一定由板邊界地震等的發生板塊邊界地震之前和之後消除，發生偏差或由仍未消除應變破裂，有可能產生的地震。在（在邊緣凸起帶溝槽）發生外上升，主要可以作為外上升地震稱為（應當注意的是，這裡還存在一個板坯在地震的情況下）。 一般來說，有許多正常的斷層型地震，其中翹曲的最高（淺）地方在張力下被破壞。相反，當震中較深時，壓力作用並成為反向斷層類型。為了發生在遙遠的海域，儘管它是由在土地搖晃地震本身損傷小是最頻繁發生的地震比M8多，被海嘯引起海嘯災難相媲美的俯衝帶的地震，從按波開始有事情。

## 發震紀錄
在美國的新英格蘭地區，因為位處北美洲板塊正中央，歷史上不屬於地震頻繁區。主要的幾起大型地震都是板塊內地震。例如1811年和1812年的新馬德里地震（震级8.1级）、1755年的波士頓地震（震级6.0－6.3级）、1737年和1884年纽约市地震（震级均为5.5级），和1886年的南卡罗来纳州查爾斯頓地震。其中，查爾斯頓的地震最出乎意料，因为不同于波士顿和纽约，本區域幾乎没有任何歷史，即使是任何的輕微地震。
在建筑抗震性能较低的地區，意料之外的板塊內地震往往可以造成極大的災情。2001年，一場大型地震在印度的古吉拉特邦發生。造成該地區的重大損害，遭過兩萬人喪失生命。
2008年，中國四川省發生汶川地震，該地震也是一個板塊內地震。該次板塊內地震造成長約200公里的地表破裂帶，造成垂直和水平方向位移均超過4公尺。該次板塊內地震除了導致多人死傷，還使得四川盆地下沉，龍門山斷層大幅度抬高，重慶地區也有所抬高。

## 成因
許多位於地震多發區之外的城市都有發生板塊內地震的風險。一般來說，造成這些板塊內地震的原因往往是不確定的，許多情況下，震源斷層在很深的地下，有時候甚至不能被發現。一些研究已發現板塊內地震的成因有可能來自於古斷層破裂面中液體的流動。 考慮到這些因素，預測一個指定地區的地震災害是極為困難的，特別是在那些地震本來就很少，紀錄缺乏的地方。科學家目前正在研究造成板塊內地震的原因。
板塊內地震的產生也有可能與古老的斷層帶無關，而是由於冰塊的消融或是侵蝕引起的。

## 預測
在地震的科學中，研究地震發生的原因與地震發生前會出現的徵兆是相當重要的課題。目前學界最成功的研究主要是採用密集陣列式的地震仪進行高精密度的地震監測。以這種方式來說，即便是非常小的地震，只要知道震源斷層，就可以達成高精度的震源定位。霜震有時會與板塊內地震混淆。

## 引用資料
1. ↑  Hough, Susan E.; Seeber, Leonardo; Armbruster, John G. . Bulletin of the Seismological Society of America (Seismological Society of America). October 2003, 101: 2212–2221  [2019-01-23]. Bibcode:2003BuSSA..93.2212H. doi:10.1785/0120020055. （原始内容存档于2017-09-20）.
2. ↑  Yang, Xiaotao. . Seismological Research Letters: 1285–1294. doi:10.1785/0220140079.
3. ↑  宇津, 徳治. . 東京都: 共立出版. 2001. ISBN 4320046374. OCLC 675380007.
4. ↑   (PDF). 日本文部科学省気象庁. 2012-12-11  [2019-02-02]. （原始内容存档 (PDF)于2021-09-23） （日语）.
5. ↑  海溝型地震と活断層型地震 （页面存档备份，存于） - 防災科学技術研究所
6. ↑  . www.jma.go.jp.   [2019-02-02]. （原始内容存档于2021-10-10）.
7. ↑  松澤暢：2011年東北地方太平洋沖地震後の地殻活動について （页面存档备份，存于） 日本地質学会 第120年学術大会（2013仙台）セッションID:S1-O-5
8. ↑  許敏溶、林毅璋. . 自由時報電子報. 2008-05-13  [2019-01-23]. （原始内容存档于2019-01-23）.
9. ↑  黎大东. . 湖北日报荆楚网. 武汉.   [2019-01-28]. （原始内容存档于2019-01-28） （中文（中国大陆））.
10. ↑  Kolawole, F.; Atekwana, E. A.; Malloy, S.; Stamps, D. S.; Grandin, R.; Abdelsalam, M. G.; Leseane, K.; Shemang, E. M. . Geophysical Research Letters. 2017-09-09, 44 (17): 8837–8846. Bibcode:2017GeoRL..44.8837K. ISSN 0094-8276. doi:10.1002/2017gl074620 （英语）.
11. ↑  Gardonio, B.; Jolivet, R.; Calais, E.; Leclère, H. . Geophysical Research Letters. 2018-07-13. ISSN 0094-8276. doi:10.1029/2018gl078297 （英语）.
12. ↑  Shobe, Charlie. . Scientific American. 2018-12-18  [2018-12-26]. （原始内容存档于2018-12-26）.